# José Daniel Ferrer
José Daniel Ferrer García (Palma Soriano, 29 de julio de 1970) es un activista cubano por los derechos humanos, al que los medios internacionales y españoles atribuyen ser «la cabeza visible del movimiento disidente en el interior de la Isla desde la muerte de Oswaldo Payá, en julio de 2012».
Fue uno de los 75 presos detenidos en la Primavera Negra de Cuba, y condenado a 25 años de prisión. La Fiscalía pidió contra Ferrer García la pena de muerte, luego oficiales de la Seguridad del estado le propusieron que si aceptaba irse de Cuba no sería fusilado. Ha protagonizado numerosas huelgas de hambre en prisión, y fuera de ella, en ocasiones en reclama propia y en muchos otros casos reclamando derechos de terceras personas. Estuvo en prisión desde 2003 hasta 2011 y fue declarado prisionero de conciencia de la Primavera Negra de Cuba por Amnistía Internacional. El 3 de agosto de 2018, Ferrer García volvió a ser detenido e incomunicado por un largo período. Igualmente, el 1 de octubre de 2019, las autoridades cubanas lo detuvieron y lo mantuvieron incomunicado sin cargos y sin acceso a sus familiares, a abogados de su elección o a atención médica desde el día 4 de octubre hasta el día 7 de noviembre, y posteriormente, además de denuncias de torturas, lo que dio lugar a una resolución de condena por mayoría absoluta en el Parlamento Europeo el 28 de noviembre de 2019.

## Trayectoria
Es hijo de Daniel Ferrer y Amelia García y tiene tres hijos con su exesposa Belkis Cantillo Ramírez: Martha Beatriz, José Daniel, Fátima Victoria. Es el fundador de la Unión Patriótica de Cuba (UNPACU), que es un grupo paraguas que acoge desde 2011 a numerosas organizaciones disidentes cubanas, unión que se amplía con la fusión de la organización de Guillermo Fariñas en 2013, a la que absorbió. Tras el anuncio del restablecimiento de relaciones diplomáticas entre los gobiernos de Estados Unidos de América y Cuba, el 17 de diciembre de 2014, los principales dirigentes de la UNPACU como concertación opositora a nivel nacional interpretaron este acontecimiento histórico de maneras diferentes, por lo que decidieron separarse en términos amistosos y cada uno retorno a su organización contestataria original, así José Daniel Ferrer reasumió frente a la UNPACU, mientras entre los meses de diciembre del 2014 y enero del 2015, Guillermo Fariñas y Félix Navarro junto a sus respectivas organizaciones salieron de UNPACU.
En prisión desde 2003 hasta 2011, fue declarado prisionero de conciencia de la Primavera Negra de Cuba por Amnistía Internacional. Previamente fue un relevante Miembro del Comité Ciudadano Gestor del Proyecto Varela en Santiago de Cuba, y líder del mismo en Oriente, lo que le llevó a ser condenado.
Dentro de la oposición al gobierno cubano está caracterizado por su disposición, mediante la creación de la "masa social" suficiente que "a través de la lucha no violenta obligue al gobierno a sentarse a la mesa de negociación", a lograr un diálogo "de igual a igual y serio" con el fin de alcanzar la denominada "reconciliación nacional" y evitar cualquier tipo de "fratricidio".
José Daniel Ferrer García fue nombrado en febrero de 2013 Secretario Ejecutivo de la Unión Patriótica de Cuba (UNPACU).
El 3 de agosto de 2018 José Daniel Ferrer García fue detenido y acusado por un oficial de la Seguridad del Estado de haberle intentado matar echándole un auto encima. La Fiscalía Provincial de Santiago de Cuba le acusó del delito de asesinato en grado de tentativa. Ferrer García, miembros de la UNPACU y vecinos de Palmarito de Cauto afirman que lo ocurrido fue un accidente provocado por el oficial de policía, lo que provocó su liberación, como solicitó Amnistía Internacional.

## Historia
El 18 de marzo de 2003, José Daniel Ferrer fue detenido por las autoridades cubanas por ser uno de los principales promotores del Proyecto Varela. Fue uno de los 75 presos detenidos en la Primavera Negra de Cuba, y condenado a 25 años de prisión. La Fiscalía pidió contra Ferrer García la pena de muerte, luego oficiales de la Seguridad del estado le propusieron que si aceptaba irse de Cuba no sería fusilado.  José Daniel ha protagonizado numerosas huelgas de hambre en prisión, y fuera de ella, en ocasiones en reclama propia y en muchos otros casos reclamando derechos de terceras personas.
José Daniel Ferrer recibió, como el resto de presos del grupo llamado Grupo de los 75, la opción de ser excarcelado a cambio de abandonar la isla hacia España, debido a la presión de la opinión pública internacional tras la muerte en la cárcel del preso político Orlando Zapata Tamayo, el 23 de febrero de 2010, y al siguiente día declararse en huelga de hambre y sed Guillermo Fariñas, quien exigió al gobierno cubano la liberación de los prisioneros políticos enfermos, finalmente tras 135 días de huelga de hambre y ante la inminente muerte de Fariñas el gobierno cubano cedió y resultaron liberados 116 prisioneros políticos, 12 de los cuales se negaron a aceptar el destierro, José Daniel fue uno de estos. Él fue uno de los 12 presos de conciencia que asumió su condena, pero se negó a abandonar la isla, y en 2011 aún permanecía en prisión junto a ya muy escasos compañeros de los 75, siendo finalmente liberado por el gobierno cubano junto a Félix Navarro Rodríguez, los dos últimos presos de conciencia del Grupo de los 75 en prisión,  el 22 de marzo de 2011.
El 24 de agosto de 2011, ya excarcelado, crea la Unión Patriótica de Cuba (UNPACU).
En período de crecimiento de la Unión Patriótica de Cuba (UNPACU), y mediando numerosas detenciones de José Daniel Ferrer consideradas políticas por varias organizaciones de derechos humanos en el mundo, la Unión Patriótica de Cuba, el 27 de febrero de 2013, comunica la fusión por absorción con la organización pacífica disidente FANTU, una de las más notorias en Cuba, liderada hasta entonces por Guillermo Fariñas, y a multitud de otras opositoras dentro de la isla a través de la integración de muchos de sus dirigentes más notorios, entre ellos 8 de los 12 presos de conciencia del Grupo de los 75 que decidieron permanecer en Cuba.
En el proceso de fusión de FANTU y UNPACU, José Daniel Ferrer y Guillermo Fariñas promulgaron en nota de prensa que la cabeza de la nueva organización debía ser colegiada, manifestando «que su liderazgo será colegiado como manera práctica de combatir el caudillismo».
Desde su salida de la cárcel, a  Ferrer García se le ha negado viajar al extranjero bajo su condición de tener una licencia extrapenal, a pesar de que otras personalidades de la oposición lo han podido hacer y de que el gobierno comunicó que cualquier persona con pasaporte cubano podría viajar fuera de la isla, ya que a mediados de octubre de 2012, se oficializó el decreto que modificaba la ley de migración en Cuba, que dificultaba viajar fuera de la isla.
También los familiares de Ferrer García, como su mujer e hijos, además de otros militantes de la Unión Patriótica de Cuba, han recibido el apoyo de Amnistía Internacional y la Organización Mundial Contra la Tortura en numerosas ocasiones por haber sido detenidos, asaltadas sus casas y retenidos en paradero desconocido tras la detención policial. La presión internacional de varias organizaciones de derechos humanos, como Amnistía Internacional y otras, siempre ha dado sus frutos en la liberación una y otra vez de José Daniel Ferrer.
Identificado como una personalidad relevante de la disidencia cubana, habiendo unificado varias organizaciones en la Unión Patriótica de Cuba (UNPACU), e identificada ésta como una organización disidente activa en toda la isla, tanto José Daniel Ferrer como los activistas de la Unión Patriótica de Cuba (UNPACU) han sido amenazados con la cárcel si no cesan en su activismo político.

El 12 de junio de 2020, recibe su premio más importante hasta la fecha, el Premio, comunicado por el Departamento de Estado de los Estados Unidos, indicando:
Es esta persistencia, este coraje frente al peligro físico y esta resolución de ayudar a los cubanos que anhelan ser libres lo que le ha valido a José Daniel Ferrer el prestigioso Premio Medalla de la Libertad Truman-Reagan. El gobierno de los Estados Unidos se une al coro de voces internacionales que alaban y elogian el trabajo de Ferrer, y el valiente trabajo de los ciudadanos cubanos en la isla y en el extranjero, cuya única misión es exigir un gobierno libre y justo que aliente a su pueblo a prosperar, en lugar de una dictadura que los encarcela por sus opiniones disidentes.
Fue detenido en Santiago de Cuba junto a su hijo Daniel Ferrer Cantillo como consecuencia de las protestas nacionales que el 11 de julio denunciaron al castrismo. El 26 de julio José Daniel Ferrer seguía detenido ilegalmente. En diciembre de 2022 inicio una huelga de hambre. Actualmente se encuentra excarcelado desde el 16 de enero de 2025, con su condena intacta y bajo un régimen carcelario-domiciliar por el cual es amenazado por las fuerzas gubernamentales con su revocación a prisión en cualquier momento.

#### Excarcelación
El 14 de enero de 2025, el gobierno de Joe Biden anunció su intención de retirar a Cuba de la lista de países patrocinadores del terrorismo, tras llegar a un acuerdo con el régimen cubano por mediación del Vaticano. Este acuerdo incluyó la excarcelación de varios presos políticos, entre ellos José Daniel Ferrer, quien había pasado tres años y medio en prisión.
El gobierno cubano negó que los excarcelados fueran presos políticos, alegando que se trataba de prácticas habituales en su sistema judicial. Por su parte, José Daniel Ferrer calificó la medida como un "show", argumentando que las negociaciones se llevaron a cabo de manera opaca y sin garantías de que el régimen no volviera a encarcelar a los excarcelados. Además, denunció haber sido liberado bajo amenazas, según declaraciones dadas al medio independiente Martí Noticias.

#### Revocación a prisión
En la madrugada del 29 de abril de 2025, tan sólo tres meses tras su excarcelación y en los días posteriores a la muerte del Papa Francisco, tras meses de represión continuada y cientos de detenciones de corta duración sobre los beneficiarios y colaboradores con su labor humanitaria en Cuba, donde suministraba servicios de comedor social y atención médica gratuita a más de 1.000 personas vulnerables al día, el Gobierno de Cuba detuvo violentamente a su familia, incluyendo su hijo pequeño de 5 años de edad y varios activistas, y revocó su libertad condicional argumentando que no se presentaba ante el tribunal. 

## Premios
José Daniel Ferrer García ha sido galardonado con los siguientes premios:
- Premio Libertad Truman-Reagan por la Fundación Victims of Communism Memorial 2020.[80]
- XIII Premio Internacional de Derechos Humanos de la Fundación Hispano-Cubana, con sede en Madrid.[1]
- Premio Democracia de la National Endowment for Democracy (NED).[2]
- Premio Homo Homini 2016 de la ONG checa Peoples in Need.[92]